# Jonas Bergström
Jonas Lennart Bergström (født 11. maj 1946 i Stockholm) er en svensk skuespiller, der har optrådt i over 30 film. Hans filmroller inkluderer Dr. Glas (1968), Oprøret i Ådalen (1969) og Bag jalousien (1984).
Jonas Bergström er søn af skuespillerene Olof Bergström og Anita Björk.

## Udvalgt filmografi
- Dr. Glas (1968)
- Oprøret i Ådalen (1969)
- Frida och hennes vän (tv-serie, 1970)
- The Day the Clown Cried (ufærdig film, 1972)
- Bröderna Malm (tv-serie, 1973)
- Sommerfuglene (1974)
- Sensommerdage (1978)
- Lady Oscar (1979)
- Bag jalousien (1984)
- Skyggan av Henry (tv-film, 1985)
- Strisser, strisser (1993)
- Rederiet (tv-serie, 1993)
- Ett gott parti (tv-serie, 2007)
- Kommissæren og havet (tv-serie, 2009)